# Pararge caledonia
Pararge caledonia är en fjärilsart som beskrevs av Ruggero Verity 1911. Pararge caledonia ingår i släktet Pararge och familjen praktfjärilar. Inga underarter finns listade i Catalogue of Life.